# Saint-Beauzély
 Saint-Beauzély  là một xã ở tỉnh Aveyron, thuộc vùng Occitanie ở miền nam nước Pháp.